# Спіральна галактика без бара

Галактика Вир та її галактика-супутник. Галактика Вир є спіральною галактикою без бара.

Спіральна галактика без бара — тип спіральних галактик, що не мають бара в центральній частині. Позначається символами SA в морфологічній класифікації галактик.
Спіральні галактики без бара є одним із трьох основних типів спіральних галактик за класифікацією де Вокулера, два інших типи складають спіральні галактики з баром та спіральні галактики перехідного типу.

## Класифікація

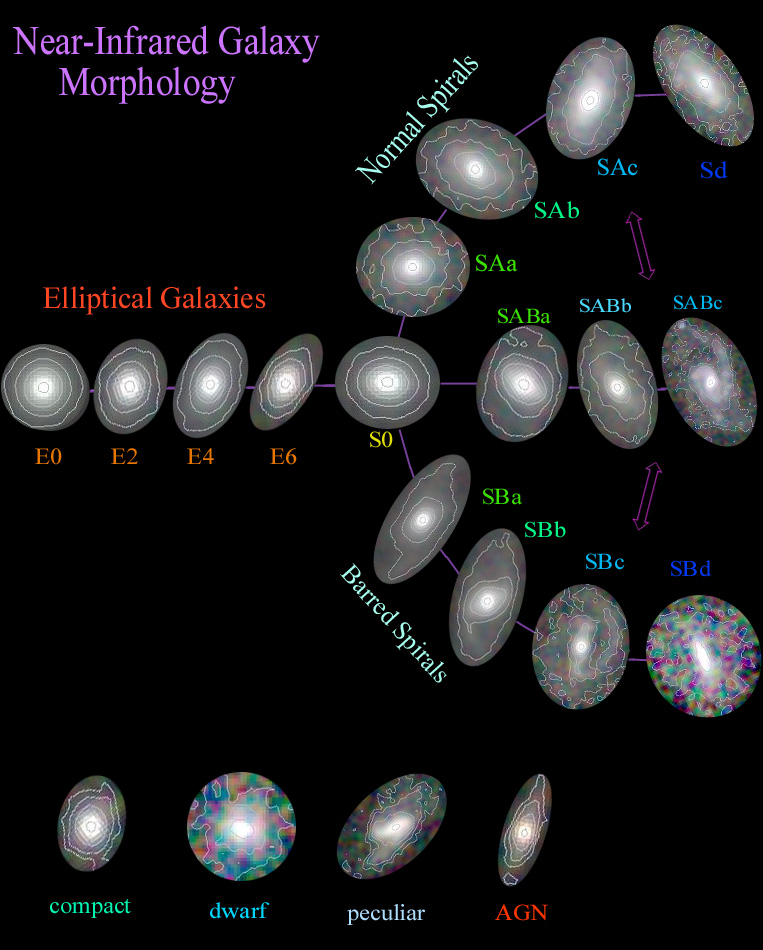
У класифікації галактик де Вокулера галактика типу SA є одним із трьох типів спіральних галактик

| Назва                | Тип   | Зображення | Інформація                                                                | Підтип      |
| -------------------- | ----- | ---------- | ------------------------------------------------------------------------- | ----------- |
|                      | SA0-  |            | SA0 є типом лінзовидних галактик.                                         |             |
|                      | SA0   |            | SA0 є типом лінзовидних галактик                                          |             |
|                      | SA0+  |            | SA0+ є типом лінзовидних галактик                                         |             |
| NGC 3593             | SA0/a |            | SA0/a також можна розглядати як підтип лінзоподібних галактик без бара    | SA(s)0/a    |
| NGC 3169             | SAa   |            |                                                                           | SA(s) a pec |
| Месьє 81             | SAab  |            |                                                                           | SA(s)ab     |
| Месьє 88             | SAb   |            |                                                                           | SA(rs)b     |
| NGC 3949             | SAbc  |            |                                                                           | SA(s)bc     |
| NGC 4414             | SAc   |            |                                                                           | SA(rs)c     |
| Галактика Трикутника | SAcd  |            |                                                                           | SA(s)cd     |
| NGC 300              | SAd   |            |                                                                           | SA(s)d      |
| NGC 45               | SAdm  |            | SAdm можна розглядати як підтип Магелланових спіральних галактик без бара | SA(s) dm    |
| NGC 4395             | SAm   |            | SAm є підтипом Магелланових спіральних галактик (Sm)                      | SA(s)m      |